# ユーロジェット・ターボ
ユーロジェット・ターボ（EuroJet Turbo GmbH）は、イギリスのロールス・ロイス、イタリアのアヴィオ、スペインのITP、ドイツのMTU AEから構成される合弁企業である。ミュンヘンの近くのHallbergmoosに本社がある。
ユーロジェットは1986年にユーロファイターに搭載するEJ200ターボファンエンジンの開発、生産、整備、販売支援を目的として設立された。元々のパートナーはロールス・ロイス、MTU、フィアット、セネル・アエロナウティカだった。フィアットは航空機エンジン部門を売却し現在はアヴィオである。セネルの航空機エンジン部門は、セネルとロールス・ロイス plcの合弁企業ITPとなっている。
| 構成各社                | 開発割合 | 生産割合 | 分担箇所                                                             |
| ----------------------- | -------- | -------- | -------------------------------------------------------------------- |
| 英 ロールス・ロイスplc  | 33%      | 34.5%    | 燃焼器、高圧タービン、エンジン監視装置                               |
| 独 MTU アエロエンジンズ | 33%      | 30%      | 低圧、高圧圧縮機、デジタルエンジン制御監視装置のシステム設計         |
| 伊 アヴィオ             | 21%      | 19.5%    | 低圧タービン、アフターバーナー、ギアボックスと空気/油圧装置          |
| 西 ITP                  | 13%      | 16%      | 外部ノズル、ジェットパイプ、排気ディフューザー、バイパスダクトと外装 |